# Enciclopèdia Catalana (revista)
Enciclopèdia Catalana fou una revista de vida curta (novembre 1907 - març 1908) publicada per Josep Aladern, conegut pel pseudònim de Cosme Vidal i Rosich.
Acompanyava el seu projecte del Diccionari Enciclopèdic de la Llengua Catalana. Com Occitània (1905) -revista també publicada per Aladern- la temàtica era majoritàriament literària, però també tractava temes d'història i cultura catalanes, ja que la seva voluntat era representar la genuïnitat del territori. Sortiren un total de 10 números amb col·laboracions de coetanis de l'autor, com Joan Puig i Ferreter o Plàcid Vidal i Rosich.
Inicialment fou una revista de format dues columnes de 320x225mm i 8 pàgines amb el subtítol “Per l'Art de la Terra. Per la Glòria de l'Art”. A partir del número 8 canvia el disseny, a una sola columna i perd el seu subtítol. La periodicitat fou quinzenal durant els primers 6 números, i setmanal els darrers 4 números. Estèticament destacà la seva senzillesa i l'escassetat de dibuixos, tot i que a partir del sisè número n'afegeix alguns de la mà de J. Martrus.
La revista deixà de publicar-se per manca de recursos econòmics. Malgrat els esforços de Josep Aladern, no es produí un augment del nombre de lectors. Així doncs, no arribava a cobrir les despeses i es veié obligat a tancar-la.

## Naixement
La primera dècada del segle XX fou de gran vitalitat per Josep Aladern, el qual s'endinsà en diverses publicacions efímeres: Occitània (1905), Catalònia (1906), entre d'altres. Havia començat el projecte de la seva vida -el Diccionari Enciclopèdic de la llengua Catalana- i, per tirar-lo endavant, va posar tota la seva energia en una nova publicació. Així doncs, el novembre de 1907 llençà la seva nova revista literària: l'Enciclopèdia Catalana. Va haver de deixar el seu treball de cronista a la revista madrilenya Nuestro Tiempo, la qual era la seva font principal de diners, per dedicar-se a temps ple en la nova publicació, cosa que preocupà la seva família. Ell era el director i editor únic del seu nou projecte, encara que de vegades comptava amb la col·laboració dels seus amics propers.
La revista portava per títol Enciclopèdia catalana i com subtítol “Per l'Art de la Terra. Per la Glòria de l'Art”, amb una il·lustració al·legòrica com capçalera. La capçalera tenia el títol en majúscula al mig, a l'esquerra una mà sobre uns núvols que sosté un llibre obert i a la dreta un escut amb les quatre barres catalanes. Adheria les publicacions del Diccionari Enciclopèdic de la Llengua Catalana i Viatges d'Ali-Bey-el-Abbassi. La impremta -Tipologia Catalana- i la redacció es trobaven a la mateixa direcció: Carrer Mallorca, 198 (Barcelona). En un principi, es venia cada quinze dies, però mesos més tard esdevingué setmanal. El número costava un ral (o 25 cèntims). Les subscripcions d'un any i d'un semestre eren possibles, amb el preu de 6 i 3 pessetes respectivament. La moneda estrangera acceptada era el franc. En relació amb el format, consistia en dues columnes de 320x 225 mm i total de 8 pàgines, normalment dues eren publicitàries. Àdhuc, afegia il·lustracions artístiques a les planes.

La publicació fou promoguda com “única a Catalunya” i contenia “tots el coneixements humans relacionats ab la vida de la nostra Patria”. Segons l'autor, aquesta obra era la “Bíblia” que comptava amb tots els àmbits artístics i lingüístics del territori català. Tenia com voluntat portar tot el coneixement que fa característic el català: biografies de personalitats importants, literatura, art, ciència, lleis, història, cultura i tradicions. Aquesta voluntat es veu reflectida en el títol, el subtítol i el prospecte propagandístic del  primer número:
«Aquesta obra deu contenir l'inventari complert de son esplendent Llenguatge, lo més preuat de dó, lo més primordial signe d'una rassa; la vida de tots els seus fills illustres que l'han honrat y han enaltit lo seu nom travallant per ella; la Historia de ses gestes glorioses; lo Museu de ses obres d'art, de sos monuments, de ses invencions, de sa indumentària,etc.; la ressenya gràfica de ses costums, festes, diversions, etc., la explicació de ses Lleys y consuetuds, en fi, l'obra magna en la qual tot català puga anar a cercarhi tot lo que'ls catalans han obrat en gloria de sa patria y la Humanitat ha dit d'ella en sa llaor.» (p. 5)

## Desenllaç
La revista no fou prou exitosa, puix la majoria de subscriptors eren familiars o amics propers. Com anècdota, el seu germà, Plàcit Vidal, diu que no arribà a acabar la primera lletra del diccionari quan va desaparèixer l'Enciclopèdia Catalana. L'últim número és el 10 -14 de març de 1908-encara que Torrent i Tasis mencionen que és el número 7en Història de la Premsa Catalana (1966). La impremta, Tipologia Catalana, continuà oberta i el final d'aquesta publicació no suposà la mort literària de Josep Aladern.
L'Enciclopèdia Catalana, com totes les revistes catalanes, efímeres o no, ha estat part de la història de la comunicació i de la nostra història catalana. Així, aquests 10 números han nodrit la premsa catalana de principis de segle XX amb fascicles plens de literatura i llengua de gran qualitat; ja que Josep Aladern fou un amant del català i intentà, segons Anguera et al.: “superar l'horitzó lingüístic de la societat catalana anterior al Modernisme” (1994).

## Contingut
En sortiren 10 números (10 novembre de 1907- 14 març de 1908). És interessant comentar el títol de la publicació, més de summa que de revista, i això també ocorre amb el seu contingut. De manera que el prospecte propagandístic de la primera publicació indicava que el conjunt publicat contenia:
- Diccionari (Diccionari Enciclopèdic de la Llengua Catalana). Consistia en un recull de paraules i les seves etimologies corresponents en totes les varietats del català; biografies i retrats de grans personalitats de l'art, la ciència i la història de Catalunya; noms de poblacions i de llocs dels països catalans; nomenclatura científica i popular, mitologia i història de les religions i les traduccions de cada paraula al castellà, francès, italià, portuguès i provençal. Estaca signat amb el pseudònim de Lluís Dalmau i Montaner.
- Viatges d'Ali-Bey-el-Abassi. Recull de la vida i obra de l'aventurer català Domènec Badia i Leblich (1767-1818).
- Revista literària. Publicacions d'articles, poesies, estudis literaris i artístics d'autors contemporanis, del que Aladern anomena el “nostre Renaixement”, que representen la recuperació de la genuïnitat catalana.

Els fulletons del diccionari i els Viatges d'Ali-Bey-el-Abassi no aparegueren en els deu números de la publicació; la revista literària fou el que tingué més tirada.
El primer número sortí el 10 de novembre de 1907, tot i que al prospecte propagandístic s'indicà que sortia dos dies abans. Pel que fa al contingut, va sortir una biografia d'Enric Prat de la Riba, signada per un dels seus pseudònims -Pere Fort- i un text del mateix polític -Gènesis del Nacionalisme-, el poema Marina (juliol de 19707) de Josep Maragall i una Crida escrita per la direcció, Josep Aladern. Aquesta “crida” manifesta que l'Enciclopèdia Catalana “és necessària dins del moviment catalanista, per bé de tots” i que vol “caure en mans de tothom”.
Els números comptaven amb petites aportacions d'amics seus (vegeu Col·laboradors), recull de textos d'altres autors de l'època i algunes il·lustracions. En el número 3 (7 de desembre de 1907), feu un avís marcat com “important”, en el qual corroborà que l'Enciclopèdia Catalana era de vital importància pel català i, gràcies a això, personalitats d'arreu dels territoris de parla catalana han fet aportacions a la publicació. Entre els col·laboradors que hi va haver destaquem:  Ramon Masifern, A. Calderer Morales, J. Falp i Plana, Miquel Costa i Llobera, Ignasi Iglésias, J. V. Colomines (Juli Vallmitjana), Joan Puig i Ferrater. En aquest avís també constatà un parell d'observacions que el públic demanava: la periodicitat havia de canviar a setmanal i s'havien d'afegir més il·lustracions per igualar el nivell gràfic del literari. Així mateix, a partir del número 5 (4 de gener de 1908) esdevingué setmanal i a partir del número 6 s'integraren més dibuixos, de la mà de J. Martrus. El número 8 feu un canvi en el disseny de la revista, a més de la pèrdua del subtítol, el format passa a una sola columna. Aquest canvi suposà una pèrdua de contingut. Segurament fou degut a la manca de lectors i, per tant, de recursos econòmics per la impressió de la revista.
No fou una publicació que tingués unes seccions marcades i estructurades, sinó un recopilatori d'articles i obres literàries. Tot i això, sí que va mantenir al llarg dels deu números algunes similituds. Cada exemplar tenia una biografia al principi -no sempre es respectà-, un fragment de Cataluña y los Catalanes de Juan Cortada - publicat el 1859 a El Telégrafo- i una secció d'articles com Catalunya al Estranger redactats per la direcció, el mateix Aladern. Entremig hi havia fragments d'escrits d'autors amb cert renom. La temàtica de la revista era literària, mes de vegades publicava sobre política, història o noves troballes del territori català.

### Col·laboradors
| Col·laborador                   | Número | Obra                                                      |
| Miquel Costa i Llobera          | 2      | Als Pirineus Catalans                                     |
| Miquel Costa i Llobera          | 5      | Lo Thabor                                                 |
| J. V. Colominas                 | 2      | L'Oca                                                     |
| J. V. Colominas                 | 6      | La Cadira                                                 |
| Joan Puig Ferreter              | 2      | Lletra d'Amor                                             |
| Joan Puig Ferreter              | 5      | Cants                                                     |
| Ignasi Iglesias                 | 2      | Flor de miseria                                           |
| Ramón Masifern                  | 3      | La Sardana                                                |
| Josep Falp i Plana              | 3      | Entre enamorats                                           |
| Josep Falp i Plana              | 5      | A en Francesh Cambó                                       |
| Josep Falp i Plana              | 7      | La Cançó dels Jochs Florals                               |
| Remigi Juncá                    | 3      | Lo Pont del Putxet                                        |
| J. Vives i Borrell              | 4      | En Ramón E. Bassegoda y ses «Poesies Completes»           |
| Plàcid Vidal i Rosich           | 4      | Dintre'l Desert                                           |
| Plàcid Vidal i Rosich           | 4      | Lo Poeta's troba sol                                      |
| Plàcid Vidal i Rosich           | 10     | Convit                                                    |
| Ramón Massip                    | 4      | Pensaments                                                |
| Josep Plana i Dorca             | 4      | Sonets: Montserrat, La Castanyera i La Comunió Espiritual |
| Josep Plana i Dorca             | 8      | Papellones                                                |
| Antoni Calderer Morales         | 5      | Moribonda                                                 |
| Antoni Calderer Morales         | 10     | Les Hores                                                 |
| Francesc Badenes Dalmau         | 6      | Beatus ille                                               |
| Francesc Badenes Dalmau         | 6      | Animae gemitus                                            |
| Vicents Solé                    | 6      | Los Matins boyrosos                                       |
| Ramón E. Bassegoda              | 8      | A Joana (DE VICTOR HUGO)                                  |
| Apel·les Mestres                | 7      | Salve Colonia                                             |
| Rosa Massó                      | 7      | Rapida                                                    |
| Ramón Clavellet (Antoni Ciuffo) | 9      | Prov. P. E. Guarnerio                                     |
| Francesc Gras i Elies           | 10     | Intima                                                    |